# 가이아나 달러
달러(dollar, ISO 4217 부호 GYD)는 1839년 1월 29일부터 통용된 가이아나(과거 영국령 기아나)의 통화로, 1955년 이후로 1 달러는 100 센트(cent)로 나뉜다. 그러나 센트는 높은 인플레이션으로 인해 1996년 이후로 사용되지 않고 있다.
화폐 기호로는 $나 GY$로 사용하는데, GY$는 다른 달러를 사용하는 국가와 구별하기 위해 사용된다.

## 같이 보기
- 가이아나의 경제
- 수리남 달러